# Rubens, schilder en diplomaat
Rubens, schilder en diplomaat is een biografische film over Vlaamse barokschilder Peter Paul Rubens uit 1977, geregisseerd door Roland Verhavert met een filmscenario door Hugo Claus. Het is een ingekorte versie van een televisiereeks met dezelfde naam. De film werd gekozen als de Belgische inzending voor de Oscar voor beste internationale film bij de 50ste Oscaruitreiking, maar werd niet aangevaard.
De film werd uitgebracht tijdens het zogenaamde "Rubensjaar" 1977, de tweede eeuwfeest van Peter Paul Rubens. Het hoge budget van 65 miljoen BEF voor de vijfdelige reeks, meestal subsidies van de Vlaamse overheid, zorgde heel wat controverse en leidt tot onderzoek van de raad van bestuur. Een andere controverse was de historische nauwkeurigheid van de verhaal, met scherpe kritiek door kunsthistoricus Frans Baudouin. Baudouin was eigenlijk scriptadviseur voor de reeks, maar trok zijn naam terug uit de credits omdat zijn advies niet toegekend was. Desondanks deze controverses kreeg de serie internationaal succes en werd door 15 landen aangekocht. Volgens een recensie uit 1979 verliest de film geen waarde door inkorting; de recensie sluit af met "Zie de film voor jezelf!"

## Rolverdeling
| Acteur               | Personage                     |
| -------------------- | ----------------------------- |
| Johan Leysen         | Peter Paul Rubens             |
| Eddy Asselbergs      | Gaspar de Guzmán y Pimentel   |
| Robert Borremans     | Diego Velázquez               |
| Eddie Brugman        | Pieter Pourbus                |
| Domien De Gruyter    | Nikolaas Rockox jr.           |
| Ann Petersen         | Maria de' Medici              |
| Hugo Van Den Berghe  | Adriaen Brouwer               |
| Frans Van den Brande | Francisco de Sandoval y Rojas |
| Joris Van den Eynde  | Filips II                     |
| André van den Heuvel | Caravaggio                    |
| Martin Van Zundert   | Kardinaal de Richelieu        |
| Lucas Vandervost     | Jacob Jordaens                |